# Alejandro Ulloa
Alejandro Ulloa, nom artístic d' Alejandro García Ulloa (Madrid, 22 d'octubre del 1910 - Barcelona, 27 d'abril del 2004), va ser un actor, doblador, rapsode i director de teatre i cinema espanyol, resident a Barcelona.

## Biografia
Va tenir companyia pròpia durant molts anys de la qual formaren part actors com Paquita Ferràndiz. Va ser director de doblatge de la Metro-Goldwyn-Mayer a Barcelona durant la dècada dels anys 40 del segle xx. Fou la veu de Robert Taylor en una dotzena de pel·lícules. També interpretà el personatge del Tenorio en multitud d'ocasions. La seva darrera aparició pública va ser el mes de setembre de 2003 al Teatre Fortuny de Reus, amb un recital ofert per ell, amb col·laboració de l'empresari i amic seu Ricard Ardévol per haver actuat en aquell teatre 63 vegades. Alejandro Ulloa es troba enterrat al Cementiri de Collserola de Barcelona.
Havia sigut conegut com "El Rey del Teatro" i el 1999 va ser guardonat amb la Medalla d'Honor de Barcelona.
El seu fill, Alejandro Ulloa (Alejandro García Alonso, Madrid, 14 de setembre del 1926 - Madrid, 14 de maig del 2002) va ser director de fotografia d'un gran nombre de pel·lícules i de diverses sèries de televisió.

## Teatre
- 1952. Leña al fuego. Teatre Borràs de Barcelona.
- 1962. Topaze de Marcel Pagnol. Al Teatre Windsor de Barcelona. Amb Carmen de Lirio.
- 1964. El rostro del asesino d'Agatha Christie. Teatre Barcelona. Direcció Josep Maria Loperena.

## Filmografia

### Director
- 1943 La niña está loca
- 1944 ¡Qué familia!
  - Tambor y cascabel, basada en una obra de Joaquín Álvarez Quintero
- 1945 Estaba escrito
- 1946 Es peligroso asomarse al exterior. Basada en l'obra homònima d'Enrique Jardiel Poncela
- 1948 La casa de las sonrisas

### Actor
- 1942 Alas de paz, de Joan Parellada
  - Cuarenta y ocho horas, de Josep Maria Castellví
  - Se ha perdido un cadáver, de Josep Gaspar i Josep Corral
- 1946 Es peligroso asomarse al exterior, d'Alejandro Ulloa
- 1970 20 pasos para la muerte, de Manuel Esteba, Antonio Mollica i José Ulloa
- 1971 Abre tu fosa, amigo... llega Sábata, de Joan Bosch
- 1974 Chicas de alquiler, de Ignasi F. Iquino
  - Clara es el precio, de Vicente Aranda
  - El último viaje, de José Antonio de la Loma
- 1978 Borrasca, de Miguel Ángel Rivas
  - Préstamela esta noche, de Tulio Demicheli
- 1985 Romanza final (Gayarre), de José María Forqué[4]